# Discographie de Sexion d'assaut

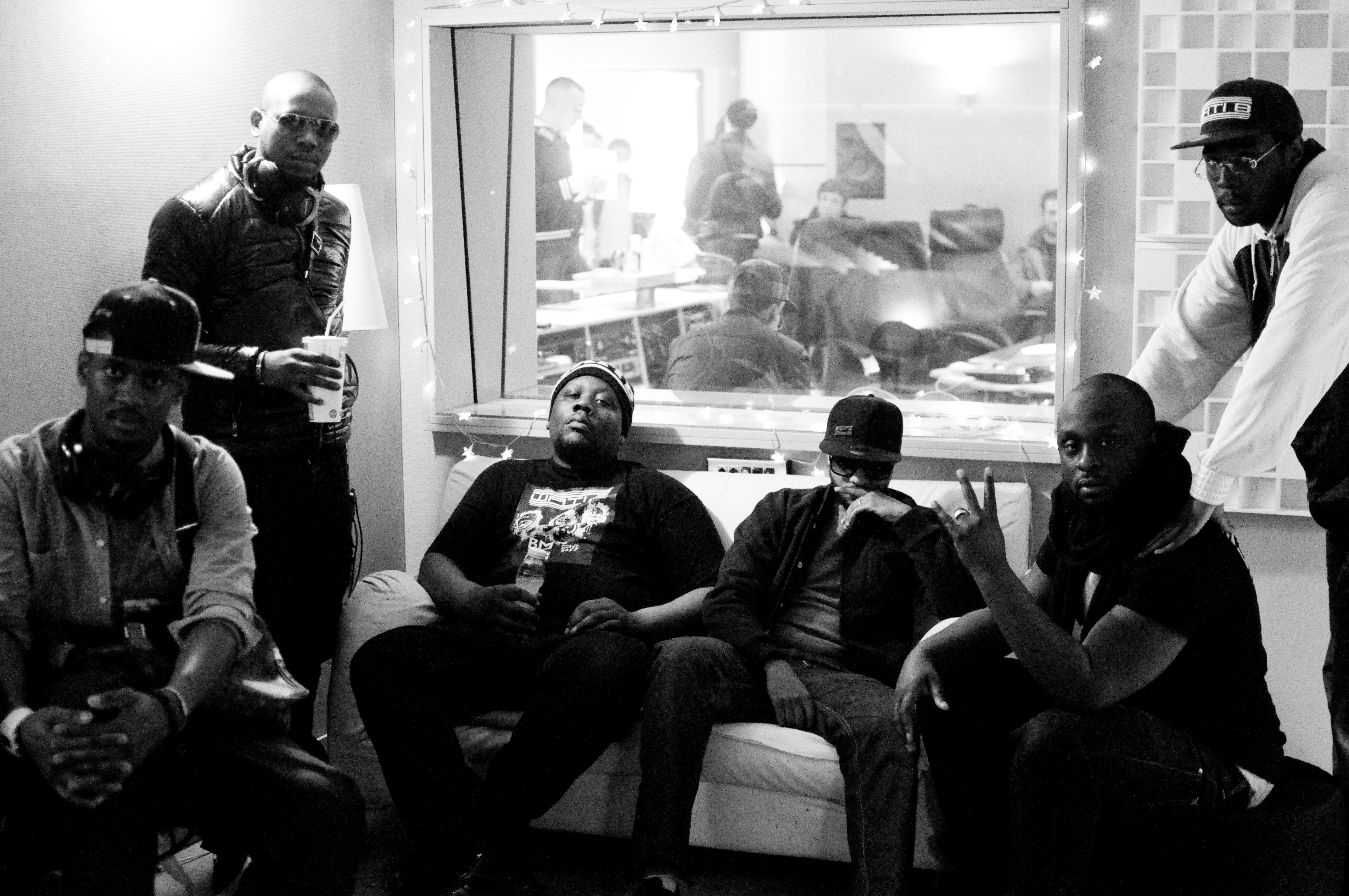
le groupe de la Sexion d’assaut en 2012.

Cette page présente la discographie du groupe Sexion d'assaut.

## Sorties nationales
| Année | Album                                 | Meilleure position | Meilleure position | Meilleure position | Meilleure position | Meilleure position | Ventes  | Certification                       |
| Année | Album                                 | France             | Belgique (WA)      | Belgique (FLA)     | Suisse             | Suisse Rom         | Ventes  | Certification                       |
| ----- | ------------------------------------- | ------------------ | ------------------ | ------------------ | ------------------ | ------------------ | ------- | ----------------------------------- |
| 2008  | Le Renouveau (street album)           | —                  | —                  | —                  | —                  | —                  | 20 000  |                                     |
| 2009  | L'Écrasement de tête (street album)   | 36                 | —                  | —                  | —                  | —                  | 45 000  |                                     |
| 2010  | L'École des points vitaux             | 2                  | 5                  | —                  | 37                 | 4                  | 400 000 | France : 3 × Platine                |
| 2011  | Les Chroniques du 75 Vol. 2 (mixtape) | 3                  | 10                 | —                  | 46                 | 8                  | 150 000 | France : Platine                    |
| 2012  | L'Apogée                              | 1                  | 1                  | 75                 | 15                 | 3                  | 700 000 | France : Diamant Belgique : Platine |

## Albums
- 2010 : L'École des points vitaux
- 2012 : L'Apogée

## Street album
- 2008 : Le Renouveau
- 2009 : L'Écrasement de tête

## Mixtapes
- 2006 : La Terre du Milieu
- 2009 : Les Chroniques du 75
- 2010 : Prélude avant l'album (mixtape non officiel)
- 2010 : Maxi Dépouille (mixtape non officiel)
- 2011 : En attendant L'Apogée : les Chroniques du 75
- 2014 : Maxi Dépouille vol. 2 (mixtape non officiel)
- 2020 : Maxi Dépouille vol. 3 (mixtape non officiel)

## Album live
- 2012 : Concert Live Bercy

## Compilations
- 2013 : Best of

### Compilations avec Wati B
- 2006 : Street Couleur
- 2013 : Les Chroniques du Wati Boss volume 1
- 2014 : Les Chroniques du Wati Boss volume 2

## Singles
| Année | Single                    | Meilleure position | Meilleure position | Meilleure position | Meilleure position | Album                                        |
| Année | Single                    | France             | Belgique Wal       | Suisse             | Suisse Rom         | Album                                        |
| ----- | ------------------------- | ------------------ | ------------------ | ------------------ | ------------------ | -------------------------------------------- |
| 2010  | Désolé                    | 1                  | 5                  | 15                 | 4                  | L'École des points vitaux                    |
| 2010  | Casquette à l'envers      | 15                 | 36                 | —                  | —                  | L'École des points vitaux                    |
| 2010  | Wati by Night (feat. Dry) | 5                  | 40                 | —                  | —                  | L'École des points vitaux                    |
| 2011  | Paris va bien             | 17                 | —                  | —                  | —                  | En attendant L'Apogée : Les chroniques du 75 |
| 2011  | Qui t'a dit               | 18                 | —                  | —                  | —                  | En attendant L'Apogée : Les chroniques du 75 |
| 2011  | Plus qu'un son            | 79                 | —                  | —                  | —                  | En attendant L'Apogée : Les chroniques du 75 |
| 2011  | À bout d'souffle          | 27                 | —                  | —                  | —                  | En attendant L'Apogée : Les chroniques du 75 |
| 2011  | Mets pas celle-là         | 54                 | —                  | —                  | —                  | L'Apogée                                     |
| 2012  | Disque d'or               | 109                | —                  | —                  | —                  | L'Apogée                                     |
| 2012  | Avant qu'elle parte       | 3                  | 1                  | 28                 | 3                  | L'Apogée                                     |
| 2012  | Ma direction              | 5                  | 2                  | 36                 | 9                  | L'Apogée                                     |
| 2012  | Africain                  | 108                | —                  | —                  | —                  | L'Apogée                                     |
| 2012  | Wati House                | 4                  | 4                  | 50                 | 12                 | L'Apogée                                     |
| 2012  | Problèmes d'adultes       | 11                 | 8                  | —                  | —                  | L'Apogée                                     |
| 2012  | Balader                   | 27                 | 12                 | —                  | —                  | L'Apogée                                     |
| 2012  | J'reste debout            | 57                 | —                  | —                  | —                  | L'Apogée                                     |

## Apparitions
- 2009 : H Magnum feat. Sexion d'Assaut - Paris de loin
- 2009 : Dry feat. Sexion d'Assaut - Wati Bonhomme
- 2011 : Jarod feat. Sexion d'Assaut - Mine de rien
- 2011 : P. Diddy & Dirty Money feat. Sexion d'Assaut - Hello Good Morning Remix
- 2011 : Sniper feat. Sexion d'Assaut - Blood Diamondz
- 2011 : Kore, Sexion d'Assaut - Sahbi
- 2012 : Dry feat. Sexion d'Assaut - Mon Défaut
- 2012 : H Magnum feat. Sexion d'Assaut - Excellent
- 2012 : H Magnum feat. Sexion d'Assaut - Ça marche en équipe
- 2013 : Sexion d'Assaut feat. JMI Sissoko & Exta - Si j'avais su
- 2013 : L'Institut feat. Sexion d'Assaut - Ville Fantôme
- 2013 : Dry feat. Sexion d'Assaut - Fuck
- 2016 : Lefa feat. Sexion d'Assaut - Reste Branché

## DVD
- 2011 : Documentaire En attendant L'Apogée : les Chroniques du 75
- 2012 : Concert Live Bercy
- 2013 : Best of

## Clips
| Année | Single                                 | Album                                        |
| ----- | -------------------------------------- | -------------------------------------------- |
| 2007  | Histoire pire que vraie                | Le Renouveau                                 |
| 2008  | Anti-tecktonik                         | Le Renouveau                                 |
| 2008  | Les chroniques du mystère              | Les Chroniques du 75                         |
| 2008  | À 30 %                                 | Les Chroniques du 75                         |
| 2008  | Où sont les kickeurs ?                 | Les Chroniques du 75                         |
| 2008  | FreeStyle                              | Les Chroniques du 75                         |
| 2009  | Ah ouais, paraît j'suis doué ?         | Les Chroniques du 75                         |
| 2009  | Même pas l'SMIC                        | Les Chroniques du 75                         |
| 2009  | T'es bête ou quoi?                     | L'Écrasement de tête                         |
| 2009  | Wati bon son (feat. Dry)               | L'Écrasement de tête                         |
| 2010  | L'École des points vitaux              | L'École des points vitaux                    |
| 2010  | Casquette à l'envers                   | L'École des points vitaux                    |
| 2010  | Changement d'ambiance                  | L'École des points vitaux                    |
| 2010  | Désolé                                 | L'École des points vitaux                    |
| 2010  | Wati by Night (feat. Dry)              | L'École des points vitaux                    |
| 2010  | Le Relais                              | En attendant L'Apogée : les Chroniques du 75 |
| 2010  | A.D (Africain Déterminé)               | En attendant L'Apogée : les Chroniques du 75 |
| 2010  | Instinct de Survie                     | En attendant L'Apogée : les Chroniques du 75 |
| 2010  | Cramponnez-vous                        | En attendant L'Apogée : les Chroniques du 75 |
| 2011  | Ca marche en équipe (feat. H Magnum)   | Dream (Avant l'album Gotham City)            |
| 2011  | Ra-Fall                                | En attendant L'Apogée : les Chroniques du 75 |
| 2011  | Qui t'a dit ?                          | En attendant L'Apogée : les Chroniques du 75 |
| 2011  | Paris va bien                          | En attendant L'Apogée : les Chroniques du 75 |
| 2011  | Plus qu'un son                         | En attendant L'Apogée : les Chroniques du 75 |
| 2011  | Vu la haine que j'ai                   | En attendant L'Apogée : les Chroniques du 75 |
| 2011  | Noir                                   | En attendant L'Apogée : les Chroniques du 75 |
| 2011  | Traqué                                 | En attendant L'Apogée : les Chroniques du 75 |
| 2011  | À bout d'souffle                       | En attendant L'Apogée : les Chroniques du 75 |
| 2011  | O'Brothers                             | En attendant L'Apogée : les Chroniques du 75 |
| 2011  | HLM Life                               | En attendant L'Apogée : les Chroniques du 75 |
| 2011  | B.S.S.                                 | En attendant L'Apogée : les Chroniques du 75 |
| 2011  | Flow d'killer                          | En attendant L'Apogée : les Chroniques du 75 |
| 2011  | Pas d'chance                           | En attendant L'Apogée : les Chroniques du 75 |
| 2011  | Black Shady Part.2                     | En attendant L'Apogée : les Chroniques du 75 |
| 2011  | Boy's in the Hood                      | En attendant L'Apogée : les Chroniques du 75 |
| 2011  | Mamadou                                | En attendant L'Apogée : les Chroniques du 75 |
| 2012  | Disque d'or                            | L'Apogée                                     |
| 2012  | Excellent (feat. H Magnum)             | Dream (Avant l'album Gotham City)            |
| 2012  | Avant qu'elle parte                    | L'Apogée                                     |
| 2012  | Ma direction                           | L'Apogée                                     |
| 2012  | Africain                               | L'Apogée                                     |
| 2012  | Wati House                             | L'Apogée                                     |
| 2012  | Balader                                | L'Apogée                                     |
| 2012  | J'reste debout                         | L'Apogée                                     |
| 2013  | Cérémonie (avec Dry)                   | L'Apogée                                     |
| 2013  | Ville fantôme (avec L'Institut)        | Équipe de Nuit (Album de L'Institut)         |
| 2013  | Loin des ennuis (feat. The Shin Sekaï) | Les chroniques du Wati Boss vol.1            |
| 2013  | Lève ton verre                         | Les chroniques du Wati Boss vol.1            |
| 2013  | Bavon (feat. Charly Bell)              | Les chroniques du Wati Boss vol.1            |
| 2013  | Hasta la vista (feat. L'Institut)      | Les chroniques du Wati Boss vol.1            |
| 2013  | Bienvenue dans le WA                   | Les chroniques du Wati Boss vol.1            |
| 2014  | J'ai toujours su (feat. Charly Bell)   | Les chroniques du Wati Boss vol.2            |
| 2014  | Madame la Chance (feat. Dr. Beriz)     | Les chroniques du Wati Boss vol.2            |